# Grupp 1 i världsmästerskapet i fotboll 1970
Matcherna i Grupp 1 i världsmästerskapet i fotboll 1970 pågick från 31 maj till 11 juni 1970. Samtliga matcher spelades på Aztekastadion i Mexico City. Sovjetunionen och värdnationen Mexiko lyckades kvalificera sig till turneringen andra omgång.

## Tabell
| Nr | Lag           | S | V | O | F | GM | IM | MS | P |
| -- | ------------- | - | - | - | - | -- | -- | -- | - |
| 1  | Sovjetunionen | 3 | 2 | 1 | 0 | 6  | 1  | +5 | 5 |
| 2  | Mexiko        | 3 | 2 | 1 | 0 | 5  | 0  | +5 | 5 |
| 3  | Belgien       | 3 | 1 | 0 | 2 | 4  | 5  | −1 | 2 |
| 4  | El Salvador   | 3 | 0 | 0 | 3 | 0  | 9  | −9 | 0 |

## Matcher
Tiderna för matchstart är lokala (Central Standard Time)

### Mexiko mot Sovjetunionen
| 1 | 31 maj 1970 12:00 UTC−6 | Aztekastadion000 Mexico City000 |

| Mexiko | Mexiko  | 0 – 0 | Sovjetunionen | Sovjetunionen |
| Mexiko | Rapport |       |               | Sovjetunionen |
|        |         |       |               |               |

|  |  |  |

| Domare: Kurt Tschenscher (Västtyskland) | Publik: 107 160 |  |

### Belgien mot El Salvador
| 5 | 3 juni 1970 16:00 UTC−6 | Aztekastadion000 Mexico City000 |

| Belgien | Belgien                                             | 3 – 0           | El Salvador | El Salvador |
| Belgien | Wilfried Van Moer 12′, 54′ Raoul Lambert 79′ (str.) | (1 – 0) Rapport |             | El Salvador |
|         |                                                     |                 |             |             |

|  |  |  |

| Domare: Andrei Rădulescu (Rumänien) | Publik: 92 205 |  |

### Sovjetunionen mot Belgien
| 9 | 3 juni 1970 16:00 UTC−6 | Aztekastadion000 Mexico City000 |

| Sovjetunionen | Sovjetunionen                                                         | 4 – 1           | Belgien           | Belgien |
| Sovjetunionen | Anatoliy Byshovets 14′, 63′ Kakhi Asatiani 57′ Vitaly Khmelnitsky 76′ | (1 – 0) Rapport | 86′ Raoul Lambert | Belgien |
|               |                                                                       |                 |                   |         |

|  |  |  |

| Domare: Rudolf Scheurer (Schweiz) | Publik: 95 261 |  |

### Mexiko mot El Salvador
| 13 | 7 juni 1970 12:00 UTC−6 | Aztekastadion000 Mexico City000 |

| Mexiko | Mexiko                                                                 | 4 – 0           | El Salvador | El Salvador |
| Mexiko | Javier Valdivia 45′, 46′ Javier Fragoso 58′ Juan Ignacio Basaguren 83′ | (1 – 0) Rapport |             | El Salvador |
|        |                                                                        |                 |             |             |

|  |  |  |

| Domare: Ali Kandil (Förenade Arabrepubliken) |

### Sovjetunionen mot El Salvador
| 17 | 10 juni 1970 16:00 UTC−6 | Aztekastadion000 Mexico City000 |

| Sovjetunionen | Sovjetunionen               | 2 – 0           | El Salvador | El Salvador |
| Sovjetunionen | Anatoliy Byshovets 51′, 74′ | (0 – 0) Rapport |             | El Salvador |
|               |                             |                 |             |             |

|  |  |  |

| Domare: Rafael Hormazábal Díaz (Chile) |

### Mexiko mot Belgien
| 21 | 11 juni 1970 16:00 UTC−6 | Aztekastadion000 Mexico City000 |

| Mexiko | Mexiko                  | 1 – 0           | Belgien | Belgien |
| Mexiko | Gustavo Peña 14′ (str.) | (1 – 0) Rapport |         | Belgien |
|        |                         |                 |         |         |

|  |  |  |

| Domare: Ángel Norberto Coerezza (Argentina) | Publik: 108 192 |  |